# 키네틱 노벨

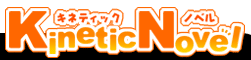

키네틱 노벨(일본어: キネティックノベル, Kinetic Novel)은 일본의 비주얼 아츠가 처음으로 제작한 컴퓨터 게임의 한 형태이다.

## 특성
키네틱 노벨은 일반적인 AVG와 비슷해 보이지만, 선택을 통한 분화를 최소화하였기 때문에 이름처럼 대화가 풍부하고 움직임이 있는 소설에 가깝다. 또한 음성이 없으며 길이가 상당히 짧은 편이다.
키네틱 노벨은 인터넷에서 내려받은 후 인증을 받아서 플레이하도록 하는 방법으로 판매한다. 예외로, 플라네타리안 ~자그마한 별의 꿈~과 신곡주계 폴리포니카는 패키지판으로도 나와 있다. 이 두 게임은 플레이스테이션 2로도 이식되었다.
모든 키네틱 노벨은 비주얼 아트의 스크립팅 엔진을 사용하며, 앞서 설명한 특징(무음성, 판매 형식)으로 인해 가격이 저렴한 편이다.

## 작품 목록
- 2004년 12월 5일 - 플라네타리안 ~자그마한 별의 꿈~ (Key)
- 2005년 1월 7일 - 메이든 헤일로(メイデンハロー) (大熊猫)
- 2005년 2월 14일 - 그와 그의 사이에(カレと彼の間で ～ホワイトラビリンス～) (AMEDEO)
- 2005년 3월 28일 - 트랜스 키스(TRANCEキッス)
- 2005년 8월 8일 - 신곡주계 폴리포니카 (Ocelot)
- 2006년 2월 13일 - 그와 그의 사이에 ~재혼가족편~カレと彼の間で ～再婚家族編～) (AMEDEO)
- 2006년 3월 6일 - 신기한 나라의 그녀(不思議の国のカノジョ) (SAGA PLANETS)
- 2006년 4월 3일 - 홍희(紅姫) (SAGA PLANETS)